# سیارک ۲۳۶۳۸
سیارک ۲۳۶۳۸ (به انگلیسی: 23638 Nagano، نامگذاری:1997AV6) ۲۳۶۳۸مین (بیست و سه هزار و ششصد و سی هشتمین)  سیارک کشف شده‌است که در ۰۶ ژانویه ۱۹۹۷ کشف شد.